# Danh sách vườn quốc gia tại México
Các vườn quốc gia México bao gồm 67 vườn quốc gia được bảo vệ là các khu vực tự nhiên được quản lý bởi Ủy ban Quốc gia liên bang về Khu vực tự nhiên được bảo vệ (CONANP). Tổng diện tích các vườn quốc gia là 1.432.024 ha, chiếm 0,73% diện tích lãnh thổ của México.

## Danh sách
Dưới đây là danh sách các vườn quốc gia tại México:
| Tên                                                 | Năm  | Diện tích (km²) | Bang                                  | Ghi chú                                                                                   |
| --------------------------------------------------- | ---- | --------------- | ------------------------------------- | ----------------------------------------------------------------------------------------- |
| Vườn quốc gia Quần đảo Espíritu Santo               | 2007 | 486             | Baja California Sur                   |                                                                                           |
| Vườn quốc gia Arrecife Alacranes                    | 1994 | 3.337           | Yucatán                               |                                                                                           |
| Vườn quốc gia Arrecifes de Cozumel                  | 1996 | 119             | Quintana Roo                          |                                                                                           |
| Vườn quốc gia Arrecife de Puerto Morelos            | 1998 | 90              | Quintana Roo                          |                                                                                           |
| Vườn quốc gia Arrecifes de Xcalak                   | 2000 | 179             | Quintana Roo                          |                                                                                           |
| Vườn quốc gia Bahía de Loreto                       | 1996 | 2.065           | Baja California Sur                   |                                                                                           |
| Vườn quốc gia Barranca del Cupatitzio               | 1938 | 3               | Michoacán                             |                                                                                           |
| Vườn quốc gia Thác nước Basaseachic                 | 1981 | 58              | Chihuahua                             |                                                                                           |
| Vườn quốc gia Benito Juárez                         | 1937 | 27              | Oaxaca                                |                                                                                           |
| Vườn quốc gia Bosencheve                            | 1940 | 104             | Michoacán                             | một phần thuộc Estado de Mexico                                                           |
| Vườn quốc gia Cabo Pulmo                            | 1995 | 71              | Baja California Sur                   |                                                                                           |
| Vườn quốc gia Cañón del Río Blanco                  | 1938 | 556             | Veracruz                              |                                                                                           |
| Vườn quốc gia Cañón del Sumidero                    | 1980 | 217             | Chiapas                               |                                                                                           |
| Vườn quốc gia Cerro de Las Campanas                 | 1937 | 0,58            | Querétaro                             |                                                                                           |
| Vườn quốc gia Cerro de la Estrella                  | 1938 | 11              | Đặc khu liên bang (Thành phố Mexico)  |                                                                                           |
| Vườn quốc gia Cerro de Garnica                      | 1936 | 9               | Michoacán                             |                                                                                           |
| Vườn quốc gia Cofre de Perote                       | 1937 | 117             | Veracruz                              |                                                                                           |
| Vườn quốc gia Hiến pháp 1857                        | 1962 | 50              | Baja California                       |                                                                                           |
| Vườn quốc gia Costa Occidental de Isla Mujeres      | 1996 | 86              | Quintana Roo                          | bao gồm cả Punta Cancún y Punta Nizuc                                                     |
| Vườn quốc gia Cumbres del Ajusco                    | 1936 | 9               | Đặc khu liên bang (Thành phố Mexico)  |                                                                                           |
| Vườn quốc gia Cumbres de Majalca                    | 1939 | 47              | Chihuahua                             |                                                                                           |
| Vườn quốc gia Cumbres de Monterrey                  | 2000 | 1.773           | Nuevo León                            |                                                                                           |
| Vườn quốc gia Desierto del Carmen                   | 1942 | 5               | Estado de México                      | Còn được gọi là Nixcongo                                                                  |
| Vườn quốc gia Desierto de los Leones                | 1917 | 15              | Đặc khu liên bang (Thành phố Mexico)  |                                                                                           |
| Vườn quốc gia Dzibilchantun                         | 1987 | 5               | Yucatán                               |                                                                                           |
| Vườn quốc gia El Cimatario                          | 1982 | 24              | Querétaro                             |                                                                                           |
| Vườn quốc gia El Gogorrón                           | 1936 | 250             | San Luis Potosí                       |                                                                                           |
| Vườn quốc gia El Histórico Coyoacán                 | 1938 | 5               | Đặc khu liên bang (Thành phố Mexico)  | Còn được gọi là Viveros de Coyoacán                                                       |
| Vườn quốc gia El Potosí                             | 1936 | 20              | San Luis Potosí                       |                                                                                           |
| Vườn quốc gia El Sabinal                            | 1938 | 0,08            | Nuevo León                            |                                                                                           |
| Vườn quốc gia El Tepeyac                            | 1937 | 15              | Đặc khu liên bang (Thành phố Mexico)  |                                                                                           |
| Vườn quốc gia El Tepozteco                          | 1937 | 232             | Morelos                               | Cũng thuộc Đặc khu liên bang                                                              |
| Vườn quốc gia El Veladero                           | 1980 | 36              | Guerrero                              |                                                                                           |
| Vườn quốc gia Fuentes Brotantes de Tlalpan          | 1936 | 1               | Đặc khu liên bang (Thành phố Mexico)  |                                                                                           |
| Vườn quốc gia General Juan N. Álvarez               | 1964 | 5               | Guerrero                              |                                                                                           |
| Vườn quốc gia Grutas de Cacahuamilpa                | 1936 | 16              | Guerrero                              |                                                                                           |
| Vườn quốc gia Huatulco                              | 1998 | 118             | Oaxaca                                |                                                                                           |
| Vườn quốc gia Insurgente José María Morelos y Pavón | 1939 | 43              | Michoacán                             |                                                                                           |
| Vườn quốc gia Insurgente Miguel Hidalgo y Costilla  | 1936 | 15              | Đặc khu liên bang (Thành phố Mexico)  | Còn được biết đến với tên Vườn quốc gia La Marquesa                                       |
| Vườn quốc gia Đảo Contoy                            | 1998 | 51              | Quintana Roo                          |                                                                                           |
| Vườn quốc gia Đảo Isabel                            | 1980 | 1,9             | Nayarit                               |                                                                                           |
| Vườn quốc gia Các đảo Marietas                      | 2005 | 13              | Nayarit                               |                                                                                           |
| Vườn quốc gia Iztaccíhuatl Popocatépetl             | 1935 | 398             | Estado de México                      | bao gồm Zoquiapan và các khu vực sáp nhập khác (Tại Estado de Mexico, Morelos, và Puebla) |
| Vườn quốc gia La Malinche                           | 1938 | 457             | Puebla                                | Còn được biết đến với tên Matlalcuéyatl                                                   |
| Vườn quốc gia Lago de Camécuaro                     | 1941 | 0,1             | Michoacán                             |                                                                                           |
| Vườn quốc gia Lagunas de Chacahua                   | 1937 | 141             | Oaxaca                                |                                                                                           |
| Vườn quốc gia Lagunas de Montebello                 | 1959 | 60              | Chiapas                               |                                                                                           |
| Vườn quốc gia Lagunas de Zempoala                   | 1936 | 47              | Morelos                               | Cũng thuộc Estado de Mexico                                                               |
| Vườn quốc gia Lomas de Padierna                     | 1938 | 6               | Đặc khu liên bang (Thành phố Mexico)) |                                                                                           |
| Vườn quốc gia Los Marmoles                          | 1936 | 231             | Hidalgo                               | Bao gồm cả Barranca de San Vicente y Cerro de Cangando                                    |
| Vườn quốc gia Los Novillos                          | 1940 | 0,4             | Coahuila                              |                                                                                           |
| Vườn quốc gia Los Remedios                          | 1938 | 4               | Estado de México                      |                                                                                           |
| Vườn quốc gia Mineral del Chico                     | 1982 | 27              | Hidalgo                               |                                                                                           |
| Vườn quốc gia Molino de Flores Nezahualcóyotl       | 1937 | 0,5             | Estado de México                      |                                                                                           |
| Vườn quốc gia Nevado de Toluca                      | 1936 | 467             | Estado de México                      |                                                                                           |
| Vườn quốc gia Palenque                              | 1981 | 17              | Chiapas                               |                                                                                           |
| Vườn quốc gia Pico de Orizaba                       | 1937 | 197             | Veracruz                              | Thuộc Veracruz và Puebla                                                                  |
| Vườn quốc gia Rayon                                 | 1952 | 0,25            | Michoacán                             |                                                                                           |
| Vườn quốc gia Sacromonte                            | 1939 | 0,45            | Estado de México                      |                                                                                           |
| Vườn quốc gia Quần đảo San Lorenzo                  | 2005 | 584             | Baja California                       |                                                                                           |
| Vườn quốc gia Sierra de Órganos                     | 2000 | 11              | Zacatecas                             |                                                                                           |
| Vườn quốc gia Sierra de San Pedro Mártir            | 1947 | 719             | Baja California                       |                                                                                           |
| Vườn quốc gia biển Sistema Arrecifal Veracruzano    | 1992 | 522             | Veracruz                              |                                                                                           |
| Vườn quốc gia Tula                                  | 1981 | 1               | Hidalgo                               |                                                                                           |
| Vườn quốc gia Tulum                                 | 1981 | 6               | Quintana Roo                          |                                                                                           |
| Vườn quốc gia Núi lửa Nevado de Colima              | 1936 | 96              | Colima                                |                                                                                           |
| Vườn quốc gia Xicoténcatl                           | 1937 | 6               | Tlaxcala                              |                                                                                           |